# Des’ree
Дезире Аннетт Уикс (англ. Desirée Annette Weekes; 30 ноября 1968 года, Лондон, Англия), более известная под псевдонимом Des’ree (Дез’ри), — британская певица и автор-исполнитель, получившая известность в 90-е годы благодаря таким хитам как «Feel So High» (for which three different music videos were recorded), «You Gotta Be», «Life» и «Kissing You» (ставшая заглавной темой для фильма «Ромео + Джульетта»). В 1999 году была удостоена премии Brit Award как лучшая исполнительница.

## Ранние годы
Дез’ри родилась в Кройдоне, Юго-Восточный Лондон, Англия, 30 ноября 1968 года. Ее мать родом из Британской Гвианы (ныне Гайана), а отец ― с Барбадоса. Родители познакомили ее с регги, калипсо и джазовой музыкой. В 1991 году в возрасте 22 лет, не имея связей в музыкальной индустрии, она подписала контракт с Sony 550, после того, как попросила своего парня отправить демо.

## Карьера
Дебютный сингл Дез’ри «Feel So High» был выпущен в августе 1991 года. Первоначально сингл не попал в топ-40 Великобритании, но занял 13-е место, когда был переиздан в январе 1992 года. Ее дебютный альбом Mind Adventures был выпущен в феврале 1992 года. Он получил хорошие отзывы и попал в топ-30 в Великобритании. В 1992 году она гастролировала на разогреве у Simply Red. В 1993 году Дез’ри сотрудничала с Теренсом Трентом Д'Арби над песней «Delicate», которая была выпущена синглом и попала в топ-20 Великобритании и топ-100 США. Затем она выступила с множеством других артистов на первом концерте светской музыки в Ватикане 23 декабря 1993 года, который транслировался по итальянскому телевидению. Концерт, названный Concerto di Natale, с тех пор проводится с участием разных артистов каждое Рождество.
В 1994 году ее сингл «You Gotta Be» попал в топ-5 Billboard Hot 100, достигнув 5-го места, и трижды становился хитом в Великобритании. Музыкальное видео к песне стало самым популярным на VH1 и оставалось в чарте Billboard Recurrent Airplay в течение 80 недель. После успеха сингла второй альбом Des'ree, I Ain't Movin', разошелся тиражом более 2,5 миллионов копий по всему миру. Ее успех привел к американскому туру с Seal в 1995 году. В следующем году ее песня «Kissing You» вошла в саундтрек к фильму «Ромео + Джульетта». Она также снялась в этом фильме. В 1997 году ее песня «Crazy Maze» вошла в саундтрек фильма «Нечего терять» с Мартином Лоуренсом и Тимом Роббинсом. В том же году она исполнила вокал в песне «Plenty Lovin» на альбоме Стива Уинвуда Junction Seven.
В 1998 году ее сингл «Life» стал хитом в Европе, достигнув 1-го места во многих странах, а также в Японии. В 1999 году она получила премию Brit Award в номинации Британская сольная исполнительница. Альбом, Supernatural, также был выпущен в 1998 году и получил в основном положительные отзывы. Он был несколько успешным в Великобритании, но потерпел коммерческий провал в США. В 1999 году она исполнила песню The Beatles «Blackbird» на концерте в честь Линды Маккартни. На концерте она познакомилась с группой Ladysmith Black Mambazo и сотрудничала с ними над кавером на песню «Ain't No Sunshine», который был выпущен в конце 1999 года. После этого Дез’ри приостановила свою музыкальную карьеру, чтобы сосредоточиться на своей личной жизни, и исчезла из поля зрения общественности.
В 2008 году она выступила на благотворительном концерте The Big Sing. В 2011 году она исполнила песню "You Gotta Be" на свадьбе Пола Джейкобса. В том же году она спела колыбельную на компакт-диске натуропата Джули Лэнгтон-Смит для терапии сна Sleep Talk Lullaby. В сентябре 2019 года стало известно, что ее пятый альбом будет называться A Love Story и будет выпущен ее собственным лейблом Stargazer Records 11 октября 2019 года. Она начала работу над альбомом в 2012 году, но взяла перерыв, чтобы ухаживать за матерью.
Дез’ри — вегетарианка. В 2002 году она прошла краткосрочные курсы фотографии и керамики в Колледже искусств Камберуэлла.

## Дискография
- Mind Adventures (1992)
- I Ain’t Movin’ (1994)
- Endangered Species (2000)
- Dream Soldier (2003)
- A Love Story (2019)